# Ликвидамбар
Ликвида́мбар (лат. Liquidambar) — род цветковых растений семейства Алтингиевые (согласно системе классификации APG II (2003)). В более ранней системе Кронквиста (1981) данный род причисляли к семейству гамамелисовые (Hamamelidaceae).

## Описание
Ликвидамбар — крупные листопадные деревья 25—40 м высотой, с пальчатолопастными листьями, спирально расположенными вдоль стебля. Цветки мелкие, однодомные, собраны в густое шарообразное соцветие 1—2 см в диаметре, свисающее на черешке 3—7 см. Плод — деревянистая коробочка 2—4 см в диаметре, содержащая многочисленные семена. Характерные плоды хорошо заметны осенью, крупные с большими колючками шарики долго висят на ветке, оставаясь на них даже после опадания листьев.

## Виды
Род включает в себя пять видов, распространённых в Европе, Азии и Северной Америке:
- Liquidambar acalycina — центральный и южный Китай
- Ликвидамбар тайваньский[2] (Liquidambar formosana) — центральный и южный Китай, Южная Корея, Тайвань, Лаос, северный Вьетнам.
- Ликвидамбар восточный[2] (Liquidambar orientalis) — юго-западная Турция, остров Родос (Греция).
- Ликвидамбар смолоносный[2], или амбровое дерево[2] (Liquidambar styraciflua) — Восточная Северная Америка (США, Мексика, Гватемала).
- Ликвидамбар крупнолистный (Liquidambar macrophylla)

Ликвидамбары имели гораздо большее распространение в третичный период, но затем вымерли на территории Европы из-за масштабного обледенения, произошедшего во времена ледникового периода. Из-за изменения климата ликвидамбар исчез также из западной части Северной Америки и из российского Дальнего Востока.
В настоящее время на территории России в качестве декоративного растения выращивают Ликвидамбар смолоносный, в основном в южных районах Черноморского побережья Кавказа.

## Использование
Различные виды ликвидамбара часто используют в качестве декоративных посадок в тёплом умеренном климате с жарким летом; осенью они выделяются своей красивой окраской листьев.
При поражении коры ликвидамбар выделяет ароматичную камедь, известную как сторакс или, менее верно, стиракс (по растению стиракс), которая используется в парфюмерии и производстве лекарственных средств. Камедь содержит в себе небольшое количество аренового стирола; в 1839 году выделение стирола из ликвидамбара восточного привело к открытию первого в мире полимера полистирола.

### На русском языке
- Ликвидамбр, стираксовые деревья (Liquidambar) // Лесничий — Магнит. — М. : Советская энциклопедия, 1954. — С. 118. — (Большая советская энциклопедия : [в 51 т.] /  гл. ред. Б. А. Введенский ; 1949—1958, т. 25).
- Ликвидамбар // Лесная энциклопедия: В 2-х т / Гл.ред. Воробьев Г.И.; Ред.кол.: Анучин Н.А., Атрохин В.Г., Виноградов В.Н. и др.. — М.: Сов. энциклопедия, 1985. — 563 с.

### На иностранном языке
- Deterministic Plio-Pleistocene extinctions in the European cool-temperate tree flora. Ecology Letters 6 (7): 646—653. July 2003.
- Hsu, E. & Andews, S. (2005). Tree of the year: Liquidambar. International Dendrology Society Yearbook 2004: 11-45.